# Fengyang (sockenhuvudort i Kina, Zhejiang Sheng, lat 27,52, long 119,98)
Fengyang (kinesiska: 旁垟, 凤垟乡) är en sockenhuvudort i Kina. Den ligger i provinsen Zhejiang, i den östra delen av landet, omkring 300 kilometer söder om provinshuvudstaden Hangzhou. Antalet invånare är 4 825. Befolkningen består av 2 207 kvinnor och 2 618 män. Barn under 15 år utgör 22,0 %, vuxna 15-64 år 58 %, och äldre över 65 år 19,0 %.
Runt Fengyang är det tätbefolkat, med 331 invånare per kvadratkilometer. Närmaste större samhälle är Sankui, 11,7 km sydväst om Fengyang. I omgivningarna runt Fengyang växer i huvudsak blandskog.
Genomsnittlig årsnederbörd är 1 936 millimeter. Den regnigaste månaden är juni, med i genomsnitt 275 mm nederbörd, och den torraste är januari, med 67 mm nederbörd.